# Револьвер Chamelot-Delvigne
Револьвер Chamelot-Delvigne (фр. Revolver Mas 1873-1874 11 mm) — название ряда револьверов, состоявших на вооружении некоторых европейских государств во второй половине XIX века. Револьвер Chamelot-Delvigne образца 1873 года был первым револьвером двойного действия, использовавшимся французской армией. Хотя он был заменен револьвером образца 1892 года, тем не менее, этот револьвер широко использовался во время Первой мировой войны и был выдан резервным частям в 1940 году. Французское Сопротивление широко использовало его во время немецкой оккупации.
В период с 1873 по 1887 год было выпущено около 337 000 экземпляров данного оружия, из них 35 000 образца 1874 г.
В револьверах обоих образцов, 1873-го, и 1874-го года, использовался 11-мм патрон, который оказался недостаточно скоростным. Само оружие было очень надёжным и устойчивым к повреждениям. 

## История
Бельгийцем Жозефом Шамело из Сен-Жиля и французом Анри-Густавом Дельвинем из Парижа был создан надёжный и простой ударно-спусковой механизм, который был использован в их револьвере 1865 года, выпускавшемся в Льеже и рассчитанным на шпилечные патроны. В 1870 году соавторы продали права на свой механизм бельгийской компании «Фрер Перло».

## Конструкция
Chamelot-Delvigne 11mm Modele 1873 был принят на вооружение французской армии в качестве служебного револьвера для унтер-офицеров. Модель 1874 Revolver d'Officier была версией, выпускавшейся для офицеров. Различия между двумя моделями заключались в следующем: модель 1873 года была окрашена в белый цвет, тогда как модель 1874 года имела барабан с вырезами (долами) и вороненую отделку. Револьверы 1873 и 1874 годов были первыми револьверами с центральным боем, принятыми на вооружение французской армии. Они имели цельнорамную конструкцию с механизмом двойного действия и боковой зарядной дверцей. Оружие изготавливалось арсеналом Сент-Этьена.
Револьвер был оснащён восьмигранным стволом, привинченным к рамке, регулируемой мушкой, целиком — V-образной формы. Имеется откидывающаяся зарядная дверца. Головка стержня экстрактора поворачивается внутрь и примыкает к длинному переднему концу центральной оси барабана. Она удерживается на месте с помощью пружинного выступа с левой стороны рамки.
Конструкция револьверов Chamelot-Delvigne стала настолько популярной, что они были приняты на вооружение в Бельгии в 1871 году, и в Италии в 1872 году. В Швейцарии был также принят на вооружение револьвер модели 1872 года.

## Модели под патрон 8 мм
29 мая 1886 года военное министерство Франции выдало задание арсеналу Сент-Этье́на (фр. Saint Étienne) о начале производства новых револьверов под патрон 8 мм бездымного пороха в количестве 50 000 штук. Поставка должна была начаться до 1 января 1889 года. В 1887 году начали разработку револьвера взяв за основу вторую модель револьвера Mle 1885 модифицированную под малый патрон. Разработка нового револьвера была завершена, и 16 апреля 1887 военное министерство заказало 1000 револьверов, которые должны быть доставлены до 1889 года. В июле 1892 года правительство Франции утвердило заказ на 5000 новых револьверов с усовершенствованиями Ричарда и объём производства достиг полной отметки до конца года.
К началу Первой мировой войны находился на вооружении офицеров французской армии; после начала Первой мировой войны для ведения ближнего боя в окопах и траншеях были созданы подразделения «Чистильщиков» (фр. les nettoyers), каждый из которых был вооружён револьвером, кинжалом и ручными гранатами.

## Страны-эксплуатанты
- Франция
  - Сухопутные войска Франции
  - Военно-морские силы Франции
  - Национальная жандармерия Франции
  - Национальная полиция Франции
  - Французские внутренние силы
- Бельгия
- Греция
- Италия (Pistola a rotazione modello 1874 или Chamelot-Delvigne Mod. 1874)
- Монако — на вооружении Роты княжеских карабинеров[англ.] и Корпуса пожарных.
- Нидерланды
- Швейцария

- Modèle 1875
- Платок с отпечатанными наставлениями по обращению с револьвером (n° 1 bis).
- Французский солдат «чистильщик траншей» с револьвером Chamelot-Delvigne и кинжалом, 1915 год.